# 小行星3225
小行星3225（3225 Hoag）是一颗围绕太阳公转的小行星。1982年8月20日，卡羅琳·舒梅克、尤金·舒梅克在帕洛马山发现了此天体。
該小行星以美國天文學家亞瑟·霍格命名。
这颗小行星的绝对星等为137.8920408473656等。